# Tremosine
Tremosine é uma comuna italiana da região da Lombardia, província de Bréscia, com cerca de 1.922 habitantes. Estende-se por uma área de 72 km², tendo uma densidade populacional de 27 hab/km². Faz fronteira com Brenzone (VR), Limone sul Garda, Magasa, Malcesine (VR), Molina di Ledro (TN), Tiarno di Sopra (TN), Tignale.
Faz parte da rede das Aldeias mais bonitas de Itália.

## Demografia
| Variação demográfica do município entre 1861 e 2011                               |
|                                                                                   |
| Fonte: Istituto Nazionale di Statistica (ISTAT) - Elaboração gráfica da Wikipedia |